# إيراكليا
إيراكليا، (اللفظ الإيطالي: منطقة) هي مدينة صغيرة وكوموني في مدينة البندقية الكبرى، فينيتو، شمال إيطاليا. يقع على ساحل البحر الأدرياتيكي بين مدينتي كاورلي وجيسولو.

## التاريخ
منذ تأسيسها وحتى عام 742 ميلادية، كانت عاصمة جمهورية البندقية تقع في إراكليا. وقد حل محله مالاموكو. وفقًا للأساطير اليونانية، تأسست من قبل هرقل (هرقل)

## السياحة
يقع فندق إيراكليا ماري، إلى جانب جيسولو وكاورلي، أحد المنتجعات الساحلية الرئيسية على ساحل البندقية قبالة البحر الأدرياتيكي. ومؤخراً سجل العالم نمواً مطرداً للسياح الأجانب، وخاصة من ألمانيا.

## بيئة
في عام 2009، حصلت «إيراكلا مار» على «الأظافر الثلاثة» من قبل المنظمة غير الحكومية البيئية ليجامبيانتي. وقد مُنحت المدينة «العلم الأزرق» من مؤسسة التعليم البيئي كل عام من 2007 إلى 2017 لنظافة شواطئها ومياه البحر.

## المعالم السياحية الرئيسية
تشتهر مدينة إراكليا مار بجنودها وب«بحيرة الموتى» (اللغة الفينيسية: لاجونا ديل ميرت). كانت البحيرة، وهي تشكل طبيعي غير عادي، ناجمة عن تدفق نهر بياف في عام 1935، والذي تم تعديل سريره في آخر امتداد له بعد فيضان كبير. تمتد البحيرة بين ليدو أراكليدو الخاص بأيراكليا وفم نهر بياف وهو بحيرة بحر، يتم إمدادها بالمياه فقط من قبل المد والجزر. ومع ذلك، فإن الضرر لا يزال غير ملوث، وهو يتميز بالمياه الضحلة الهادئة وقاع رملي موحل، غني بالألواح الخشبية.

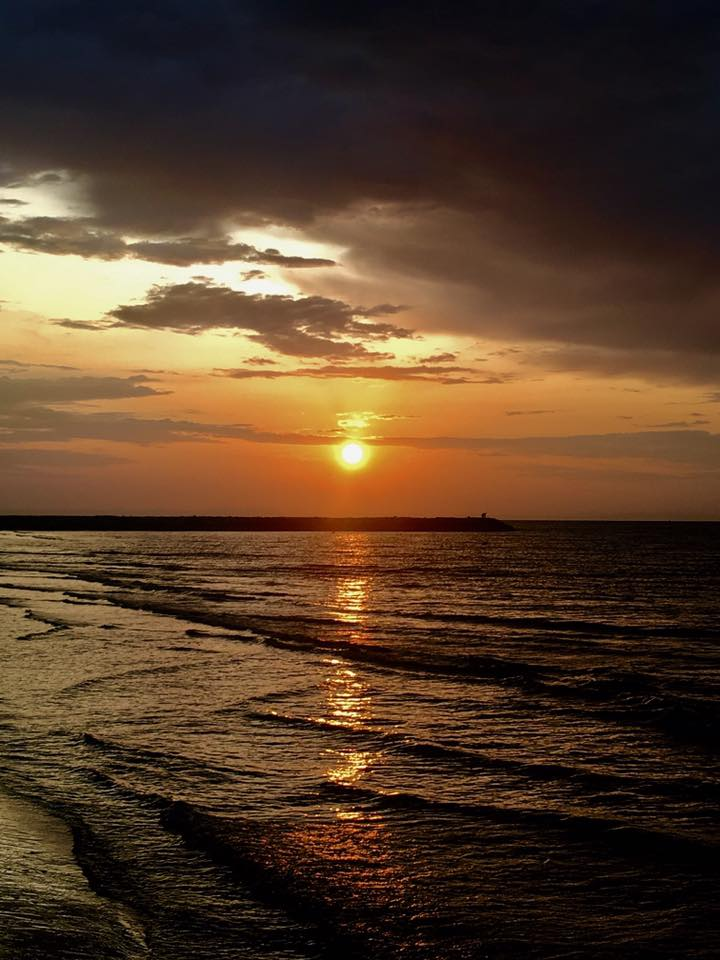
الفجر على الشاطئ في Eracleamare.

## الاقتصاد
يعتمد اقتصاد المدينة في الغالب على الزراعة والسياحة، بسبب شاطئها الممتد على 6 كم (إيراكليمار).

## وسائل النقل
يتم تقديم خدمة المدينة من خلال خدمات ترينيتاليا إلى البندقية وتريست من سان دونا دي بيافي، ومطار فينيسيا ماركو بولو ومطار تريفيزو من الغرب والجنوب على التوالي.
يمكن الوصول إلى إراكليا عن طريق الطريق من البندقية عبر الطريق A4 عبر سان دونا دي بيفالي إلى الشمال.

## اشخاص
- باولو لوسيو أنافيستو، أول دوجي في البندقية (697-717)
- مارسيلو تيغاليانو، دوجي الثاني في البندقية (717-726)
- أورسو إباتو، دوجي الثالث في البندقية (726-737)
- Angelo Participazio ، (811-827)، دوجي العاشر في البندقية
- أسقف القديس فلوريانو في Oderzo مع sede في Eraclea (... - 620؟)
- القديس تيزيانو أسقف Oderzo مع sede في Eraclea (620؟ - 16 يناير 632؟)
- القديس ماغنو، أول أسقف لإيراكليا (632؟ -638؟)
- أنجيلو كورير، أسقف إيراكليا (1406-1410) (البابا غريغوريو الثاني عشر)
- جيوفاني كونتاريني، أسقف إراكليا (1427)
- نيلو سانتين، لاعب كرة قدم (1946)

## روابط خارجية
- EracleaTravel InfoTourist معلومات حول Eracleamare.
- بوابة Eracleamare's Portal غير الربحية تحتوي على بعض المعلومات والمرافق حول Eraclea Mare.
- (خرائط جوجل)
- Eracleamare في فليكر
- مدونة Eracleamare's Blog مع بعض المعلومات والمرافق السياحية.

### خريطة
- Eraclea على Wikimapia

### كاميرات الويب
- خدمة كاميرا الويب الحية على شاطئ Eraclea مجانًا مقدمة من Eracleamare.net